# Astronomsko društvo Višnjan
Začetci nastanka Astronomskog društva Višnjan, sežu u 1970-te godine. Polet interesa za istraživanje svemira, izazvan tadašnjim postignućima astronautike, posebno spuštanjem čovjeka na Mjesec, osjećao se i u ruralnim sredinama, zahvaljujući prvenstveno vannastavnim radom nastavnika po školama i časopisima koji su u to vrijeme izlazili u velikom broju kao što su bili: Čovjek i Svemir, Kosmos, Galaksija.
Godinu dana nakon osnivanja školske sekcije u Višnjanu, 1976. godine dio nastavnika na čelu s Petrom Radovanom i srednjoškolci Ivo Fatorić i Korado Korlević osnivaju udrugu građana - astronomsko društvo. Prvi je teleskop, u potpunosti izrađen u Višnjanu, promjera zrcala 140 mm, ušao u funkciju već 1977. godine, a 1980. godine nadozidan je prostor za teleskop i dovršena kupola i nabavljen veći objektiv iz SAD.
Tih godina kakvoća i intenzitet edukacijskog rada raste, pa se obuhvat učenika uključenih u edukacijske programe širi na teritorij čitave Istre, a primjena računala, automatizacija instrumenata i spajanje na globalnu računarsku mrežu, ključni su znanstveno tehnološki momenti tog perioda. Međutim, 1986. godine požar uništava arhiv snimaka, foto laboratorij i dio biblioteke. Krajem obnove, 1988. godine kreću ponovno edukacijski i znanstveni programi, a međunarodna Višnjanska škola astronomije, 1989. godine, (tad pod nazivom Jugoslavenska škola astronomije) rezultat je te aktivnosti. U rad se uključuju učenici s cijelog područja bivše Jugoslavije i susjednih država. Rat, teški uvjeti opstanka, ne prekidaju njen kontinuitet, a opstojnost zahvaljuje predanom radu ili potpori mnoštva pojedinaca. Županija Istarska, svjetska organizacija World Laboratory i neka od Ministarstava Republike Hrvatske.
U znanstveno tehnološkom području, nakon 1988. godine, težište se pomiče s meteorskih potoka na sva mala tijela Sunčeva sustava i razvoj tehnologija mjerenja. To rezultira suradnjom s Univerzitetom u Tomsku, razmjenom znanstvenika i ekspedicijom u područje Tunguske eksplozije, 1908. godine.
Raspadom Jugoslavije i ratom, sve znanstvene, tehnološke aktivnosti u ulaze u krizu, iz Višnjana se odnose dva glavna instrumenta, koji u Sarajevu i Gospiću služe kao izviđački instrumenti. Umjesto gašenja, podiže se nivo aktivnosti i nastaje javna Zvjezdarnica Višnjan. U tom periodu Željko Anderić i Korado Korlević projektiraju i brinu o izradi novog teleskopa, Vanja Brčić radi na automatizaciji teleskopa dok Mario Jurić radi na programskoj podršci projekta praćenja asteroida i mnogo drugih koji su uskočili pomagati u tom poslu.
U suradnji s njemačkom mrežom za opažanje pada meteorita, 1994. godine postavlja se u Višnjanu "European Fireball Network" kamera No#77, koja u nekoliko godina rada snima pad meteorita, na 60 km južno od Pule, ali se taj rad rastom svjetlosnog onečišćenja prekida.
Nakon desetljeća rasta, danas ta udruga građana vodi neke od najinteresantnijih edukacijsko-promičbenih aktivnosti u regiji:
- Višnjanska škola astronomije
- Ljetna škola prirodoslovlja (Višnjan)
- Messierov maraton Višnjan-Rušnjak
- AstroFest
- Ekvatorijalna sunčana ura u Višnjanu
- Šetnica Sunčevim sustavom
- Prevencija svjetlosnog onečišćenja - Hrvatska udruga za zaštitu noći - CDSA

Teleskopi:
- u funkciji je RC 407-"Grunf"
- povremeno se koristi robot teleskop s zvjezdarnice OAM na Majorci
- u fazi montaže 1m teleskop na osmatračnici Tičan

Predsjedatelj Astronomskog društva Višnjan 2004. – 2005. je Petar Radovan